# Kurt Versock
Kurt Arnold Johannes Versock (* 14. Februar 1895 in Hütten; † 17. März 1963 in Aachen) war ein deutscher Offizier, zuletzt General der Gebirgstruppe während des Zweiten Weltkriegs.

## Leben

### Herkunft
Er war der Sohn des Fabrikdirektors Gottfried Versock in Hütten.

### Ausbildung
Versock studierte ab dem Wintersemester 1913/14 Jura und Volkswirtschaftslehre in Leipzig. Dort wurde er aktiv bei der Burschenschaft Arminia. Später studierte Versock noch ein Semester in Freiburg im Breisgau.

### Erster Weltkrieg
Im Oktober 1914 trat Versock als Fahnenjunker in das 13. Königlich Sächsische Infanterie-Regiment Nr. 178 der Sächsischen Armee ein. Hier wurde er im Mai 1915 zum Leutnant befördert. Versock kämpfte als Zugführer, Bataillonsadjutant, Kompanieführer MGK und Regimentsadjutant vorwiegend an der Westfront.

### Weimarer Republik
Nach dem Ersten Weltkrieg gehörte Versock dem Grenzjäger-Regiment 1 an und wurde am 1. Januar 1921 als Zugführer der 4. (MG) Kompanie des 10. (Sächsisches) Infanterie-Regiment zugeteilt. Nach bestandener Führergehilfenausbildung wurde er Kompaniechef, zuerst in der 16. Kompanie und anschließend der 4. (MG) Kompanie seines Regiments. Von 1934 bis 1938 folgte seine Verwendung als Taktiklehrer an der Infanterieschule Dresden und im April 1935 die Beförderung zum Major sowie im Januar 1938 zum Oberstleutnant. Am 1. November 1938 wurde Versock Kommandeur des I. Bataillons des Gebirgsjäger-Regiments 138.

### Zweiter Weltkrieg
Nach dem Überfall auf Polen wurde Versock von März bis Oktober 1940 Kommandeur der Offizierslehrgänge. Am 1. November 1940 erfolgte die Beförderung zum Oberst und die Ernennung zum Kommandeur des Infanterie-Regiments 31. Versock führte das Regiment in den Kämpfen in der Ukraine sowie auf der Halbinsel Krim. Für die Leistungen des Regiments und für seinen persönlichen Einsatz bei der Eroberung der Festung Sewastopol wurde ihm am 25. August 1942 das Ritterkreuz des Eisernen Kreuzes verliehen.
Am 1. März 1943 beauftragte man Versock an der Leningrad-Front vertretungsweise mit der Führung der 24. Infanterie-Division. Im Mai 1943 wurde er zum Generalmajor befördert und zum Kommandeur der 24. Infanterie-Division ernannt. Am 1. November 1943 folgte die Beförderung zum Generalleutnant.
Am 18. Februar 1944 wurde Versock durch eine Maschinengewehrkugel schwer verwundet und in ein Lazarett eingewiesen. Doch bereits im Juni konnte er zu seiner Division zurückkehren. Am 3. September 1944 wurde Versock mit der Führung des XXXXIII. Armeekorps beauftragt und mit der Organisation der Küstenverteidigung Nordkurlands betraut. Bereits am 1. November 1944 erfolgte die Beförderung zum General der Gebirgstruppe. Bei Kriegsende geriet Versock in US-amerikanische Kriegsgefangenschaft.

### Auszeichnungen
- Eisernes Kreuz (1914) II. und I. Klasse[2]
- Ritterkreuz II. Klasse des Albrechts-Orden mit Schwertern[2]
- Spange zum Eisernen Kreuz II. und I. Klasse
- Ritterkreuz des Eisernen Kreuzes am 25. August 1942[3]
- Deutsches Kreuz in Gold am 20. Juni 1944[3]
- Komturkreuz des Ordens der Krone von Rumänien mit Schwertern